# Microcerberus caroliniensis
Microcerberus caroliniensis är en kräftdjursart som beskrevs av Waegele, Voelz och McArthur. Microcerberus caroliniensis ingår i släktet Microcerberus och familjen Microcerberidae. Inga underarter finns listade i Catalogue of Life.